# Hadena gladys
Hadena gladys är en fjärilsart som beskrevs av Edward P. Wiltshire 1947. Hadena gladys ingår i släktet Hadena och familjen nattflyn. Inga underarter finns listade i Catalogue of Life.